# جوزيبي أكينو
جوزيبي أكينو (بالإيطالية: Giuseppe Aquino)‏ (25 سبتمبر 1979 في ألمانيا - ) هو لاعب كرة قدم إيطالي في مركز الهجوم. لعب مع نادي أسكولي ونادي أنكونا ونادي فروسينوني ونادي كييتي كالسيو الرياضي وCavese 1919 ‏ ونادي بوتنزا ونادي إيمولا وUS Tolentino ‏ وفيتربيسي 1908 وUSD Noto Calcio ‏.

## وصلات خارجية
- جوزيبي أكينو على موقع قاعدة بيانات كرة القدم.إي يو (الإنجليزية)